# Шоломки
Шоло́мки (укр. Шоломки) — село на Украине, основано в 1647 году, находится в Овручском районе Житомирской области.
Код КОАТУУ — 1824288801. Население по переписи 2001 года составляет 755 человек. Почтовый индекс — 11151. Телефонный код — 4148. Занимает площадь 1,903 км².

## Адрес местного совета
11151, Житомирская область, Овручский р-н, с. Шоломки, ул. Центральная